# Posavec
Posavec este o localitate din comuna Radovljica, Slovenia, cu o populație de 373 de locuitori.